# Tornoconia artemis
Tornoconia artemis är en fjärilsart som beskrevs av Pierre E.L. Viette 1972. Tornoconia artemis ingår i släktet Tornoconia och familjen trågspinnare. Inga underarter finns listade i Catalogue of Life.